# Pont de Throgs Neck
Le pont de Throgs Neck (Throgs Neck Bridge) est un pont de la ville de New York franchissant l'East River et relie l'arrondissement du Bronx à celui de Queens.
Cet ouvrage de 890 mètres de long, comportant 6 voies de circulation, fut ouvert à la circulation le 11 janvier 1961. 
Le pont est géré par le MTA Bridges and Tunnels, une entité faisant partie de la Metropolitan Transportation Authority.
Il doit son nom au quartier homonyme du Bronx (en) qu'il traverse.